# Fregaty rakietowe typu Gabya
Fregaty rakietowe typu Gabya (również określane jako fregaty rakietowe typu G) – seria ośmiu, głęboko zmodernizowanych fregat typu Oliver Hazard Perry (OHP) znajdujących się w służbie Tureckiej Marynarki Wojennej.

## Historia rozwoju
W połowie lat osiemdziesiątych XX wieku rozpoczął się program modernizacji Türk Deniz Kuvvetleri. Planowano wybudować i wyposażyć marynarkę turecką w okręty oparte na projekcie MEKO A-200. Okręty te oznaczone jako typ Yavuz (4 okręty), typ Barbaros (2 okręty) oraz typ SalihReis (2 okręty) zaczęły wchodzić do służby odpowiednio w latach 1987, 1994 oraz 1998. W ramach umocnienia floty planowano także zakupić amerykańskie fregaty OHP.
W drugiej połowy lat 90. XX wieku US Navy rozpoczęła proces wycofywania fregaty typu Perry. Trzy jednostki USS „Clifton Sprague” (FFG-16), USS „Antrim” (FFG-20) oraz USS „Flatley” (FFG-21) przekazano tureckiej flocie w sierpniu 1997 roku na zasadach programu EDA (Excess Defense Articles). Strona turecka musiała jedynie ponieść koszty związane z doprowadzeniem fregat do stanu użyteczności, zainstalowaniem uzbrojenia, przeszkoleniem załogi, dokumentacji technicznej, zapasu części zamiennych oraz amunicji.
Wcielenie do służby trzech okrętów typu Oliver Hazard Perry było kontynuacją rozpoczętego w latach osiemdziesiątych XX wieku, programu modernizacyjnego. Jednostki te stanowiły uzupełnienie znajdujących się już w służbie fregat typu Knox.
Kolejne dwa okręty USS „Mahlon S. Tisdale” (FFG-27) i USS „Reid” (FFG-30) przekazane zostały tureckiej flocie w 1999 roku, a w 2000 roku dołączył do nich USS „John A. Moore” (FFG-19). Na początku 2002 roku turecki rząd zwrócił się do Stanów Zjednoczonych z zapytaniem o możliwość kupna następnych dwóch fregat typu Oliver Hazard Perry wraz z uzbrojeniem oraz wyposażeniem. Łączny koszt zakupu szacowany był przez Departament Obrony Stanów Zjednoczonych na kwotę 110 milionów dolarów. W ramach podpisanej umowy, Turcja nabyła w 2002 roku jednostkę USS „Samuel Eliot Morison” (FFG-13), a w 2003 roku USS „Estocin” (FFG-15). Łącznie turecka flota zyskała osiem okrętów typu Perry, które zostały nazwane w tureckiej służbie jako typ Gabya lub typ G (nazwy stosowane są zamiennie).

### Modernizacja
W pierwszej dekadzie XXI wieku, rozpoczął się program modernizacji fregat Gabya, pod nazwą GENESIS (Gemi Entegre Savaş İdare Sistemi). W wyniku programu okręty zostały głęboko zmodernizowane. Kontrakt na zmodernizowanie wszystkich posiadanych fregat Gabya podpisany został w listopadzie 2004 roku.
Najważniejszym założeniem programu GENESIS była wymiana okrętowego systemu dowodzenia wraz z praktycznie całym Bojowym Centrum Informacyjnym (BCI). Wymieniono wszystkie konsole amerykańskie, pozostawiając jedynie stanowisko sonaru AN-SQS-56, stanowisko walki elektronicznej AN/SLQ-32(V)2 oraz konsolę kierowania strzelaniem rakietowym. Wszystkie inne stanowiska operatorskie są nowe i mają praktycznie tą samą budowę, dzięki czemu operatorzy mogą się zamieniać miejscami odpowiednio się tylko logując do systemu. Dodatkowo wymieniono dotychczasowy komputer pokładowy zastępując go komputerem nowej generacji COTS (Commercial Off The Shelf), co zwiększa możliwości okrętowego systemu walki pozwalając m.in. śledzić większą liczbę celów. Dodatkowo opracowano interfejsy pomiędzy analogowymi radarami i systemami uzbrojenia dzięki czemu można nimi sterować z cyfrowych konsol m.in. w tym systemem CIWS Phalanx, systemem IFF i wyrzutniami celów pozornych.
Pierwsze cztery zmodernizowane okręty otrzymały tylko system GENESIS. Przebudowa kolejnych fregat typu Gabya miała szerszy zakres i obejmuje zamontowanie przed wyrzutnią model Mk 13 Mod. 4 GMLS (Guided Missile Launching Systems) systemu pionowego startu VLS oraz radaru SMART-S.
Okręty wyposażono w system wymiany danych MP-TDLS (Multi Purpose Tactical DataLink System) działającego w standardzie Link 11 i Link 16. Cztery okręty wyposażono ośmiokomorową wyrzutnię Mark 41 Vertical Launching System. Przy czym każda komora posiada cztery kontenery dla rakiet przeciwlotniczych, dzięki czemu okręty przenosić mogą 32 rakiety RIM-162B ESSM. Dwuwspółrzędna stacja radiolokacyjna AN/SPS-49 Air Search Radar wymieniona została na trójwspółrzędny radar SMART-S Mk 2.
Pierwsza zmodernizowana jednostka TCG Gemlik (F-492) dostarczony został flocie w połowie 2007 roku. Ostatnią zmodernizowaną jednostkę przekazano w 2011 roku.

## Lista okrętów
| Numer burtowy | Nazwa           | Wejście do służby | Wycofanie ze służby | Zdjęcie | Uwagi                                   | Przypisy |
| ------------- | --------------- | ----------------- | ------------------- | ------- | --------------------------------------- | -------- |
| F-490         | TCG „Gaziantep” | 24 lipca 1998     | w służbie           |         | ex. USS „Clifton Sprague” (FFG-16)      | [ 7 ]    |
| F-491         | TCG „Giresun”   | 24 lipca 1998     | w służbie           |         | ex. USS „Antrim” (FFG-20)               | [ 7 ]    |
| F-492         | TCG „Gemlik”    | 24 lipca 1998     | w służbie           |         | ex. USS „Flatley” (FFG-21)              | [ 7 ]    |
| F-493         | TCG „Gelibolu”  | 22 lipca 1999     | w służbie           |         | ex. USS „Reid” (FFG-30)                 | [ 7 ]    |
| F-494         | TCG „Gökçeada”  | 27 września 1999  | w służbie           |         | ex. USS „Mahlon S. Tisdale” (FFG-27)    | [ 7 ]    |
| F-495         | TCG „Gediz”     | 1 września 2000   | w służbie           |         | ex. USS „John A. Moore” (FFG-19)        | [ 7 ]    |
| F-496         | TCG „Gökova”    | 11 kwietnia 2002  | w służbie           |         | ex. USS „Samuel Eliot Morison” (FFG-13) | [ 7 ]    |
| F-497         | TCG „Göksu”     | 4 kwietnia 2003   | w służbie           |         | ex. USS „Estocin” (FFG-15)              | [ 7 ]    |